# كارفاليو أرواخو
كارفاليو أرواخو (بالبرتغالية: Carvalho Araújo‏) هو عسكري برتغالي، ولد في 18 مايو 1881 في بورتو في البرتغال، وتوفي في 14 أكتوبر 1918 في المحيط الأطلسي.